# Musaranya del Pacífic
La musaranya del Pacífic (Sorex pacificus) és una espècie de mamífer de la família de les musaranyes (Soricidae) endèmica de l'oest d'Oregon, als Estats Units.